# Gouvernement Herrera I
 Castille-et-León
Lucas III Herrera II
Le gouvernement Herrera I est le gouvernement de Castille-et-León entre le 20 mars 2001 et le 4 juillet 2003, durant la Ve législature des Cortes de Castille-et-León. Il est présidé par Juan Vicente Herrera, du Parti populaire.

## Historique
Investi président de la Junte le 15 mars 2001 en remplacement de Juan José Lucas, nommé au gouvernement central, Juan Vicente Herrera annonce la composition de son gouvernement le 19 mars suivant. La nomination des conseillers prend effet le lendemain après publication au bulletin officiel de Castille-et-León (BOCyL),,.

## Composition
| Fonction                                                        | Titulaire | Titulaire                                                                   | Parti |
| --------------------------------------------------------------- | --------- | --------------------------------------------------------------------------- | ----- |
| Président                                                       |           | Juan Vicente Herrera                                                        | PP    |
| Vice-président Conseiller à l'Éducation et à la Culture         |           | Tomás Villanueva Rodríguez                                                  | PP    |
| Conseiller à la Présidence et aux Administrations territoriales |           | Alfonso Fernández Mañueco                                                   | PP    |
| Conseillère à l'Économie et aux Finances                        |           | Isabel Carrasco Lorenzo                                                     | PP    |
| Conseiller à l'Équipement                                       |           | José Manuel Fernández Santiago (jusqu'au 17/06/2003) José Valín Alonso a.i. | PP    |
| Conseiller à l'Agriculture et à l'Élevage                       |           | José Valín Alonso                                                           | PP    |
| Conseillère à l'Environnement                                   |           | Silvia Clemente Municio                                                     | PP    |
| Conseiller à la Santé et au Bien-être social, porte-parole      |           | Carlos Javier Fernández Carriedo                                            | PP    |
| Conseiller à l'Industrie, au Commerce et au Tourisme            |           | José Luis Raniero González Vallvé                                           | PP    |